# Ophiosternle
Ophiosternle is een geslacht van uitgestorven slangsterren uit de familie Ophiacanthidae. Vertegenwoordigers van dit geslacht zijn slechts als fossiel bekend.

## Soorten
- Ophiosternle crinitum (Quenstedt, 1876) †